# 574
| [ Edytuj tabelę ]          |                                              |
| Król Bernicji              | - 572 Teodoryk 579                           |
| Cesarz Bizancjum           | - 565 Justyn II 578                          |
| Król Essexu                | - 527 Aescwine 587                           |
| Król Franków               | - 561 Guntram I 592                          |
| Król Franków w Austrazji   | - 561 Sigebert I 575 - 570 Childebert II 595 |
| Król Franków w Neustrii    | - 567 Chilperyk I 584                        |
| Cesarz Japonii             | - 572 Bidatsu 585                            |
| Król Kentu                 | - 560 Ethelbert I 616                        |
| Patriarcha Konstantynopola | - 565 Jan III Scholastyk 577                 |
| Władca Korei               | - 559 P’yŏngwŏn 590                          |
| Król Longobardów           | - 572 Klef 584                               |
| Papież                     | - 561 Jan III 574                            |
| Król Persji                | - 531 Chosrow I 579                          |
| Król Wessexu               | - 560 Ceawlin 592                            |
| Król Wizygotów             | - 568 Leowigild 586                          |

Rok 574 / DLXXIV
stulecia: V wiek ~
VI wiek ~
VII wiek

lata: 564 «
569 «
570 «
571 «
572 «
573 «
574
» 575
» 576
» 577
» 578
» 579
» 584

## Wydarzenia
- Początek rozbicia plemiennego u Longobardów.

## Urodzili się
- 7 lutego – Shōtoku (jap. 聖徳太子), książę-regent, protektor buddyzmu w Japonii (zm. 622)

## Zmarli
- Narses, wódz wschodniorzymski (ur. ok. 478)